# Coupe d'Espagne de football 2020-2021
Navigation
Coupe du Roi 2019-2020 Coupe du Roi 2021-2022
La Coupe d'Espagne de football 2020-2021, ou Coupe du Roi, est la 118e édition de cette compétition.
116 équipes de première, deuxième et troisième divisions prennent part à la compétition. Les équipes filiales (équipes réserves) ne participent pas. Le vainqueur de la Coupe du Roi se qualifie pour disputer la phase de groupes de la Ligue Europa 2021-2022. Les deux finalistes se qualifient pour la Supercoupe d'Espagne.
La finale entre le FC Barcelone et l'Athletic Bilbao est disputée le 17 avril 2021 et est remportée par le club catalan.
La devise de la compétition jusqu'à la finale est Road to Sevilla.

## Format
Comme lors de l'édition précédente, les phases éliminatoires ont lieu à match unique sur le terrain de l'équipe de division inférieure. Ce n'est qu'au stade des demi-finales (10 février et 3 mars 2021) que les éliminatoires se jouent en matches aller-retour.
Les quatre participants à la Supercoupe d'Espagne en janvier 2021 sont exempts des premiers tours et font leur entrée dans la compétition en 1/16 de finale (20 janvier 2021).

## Calendrier
Le 14 septembre, la RFEF a publié le calendrier de la compétition et a confirmé que le format de la saison précédente serait maintenu.
| Tour                | Date du tirage   | Date                          | Matches | Équipes        | Détails du format |
| ------------------- | ---------------- | ----------------------------- | ------- | -------------- | --- |
| Préliminaire        | 29 octobre 2020  | 11 novembre 2020              | 10      | 20 → 10 (+102) | Nouvelles entrées : Les équipes évoluant en cinquième division lors de la saison 2019-2020. Format du tirage au sort : Les équipes s'affrontent selon des critères de proximité géographique. Équipes locales : Chance du tirage au sort. Type d'éliminatoires : Match simple. |
| 1er tour            | 16 novembre 2020 | 15-17, 23 et 30 décembre 2020 | 56      | 112 → 56       | Nouvelles entrées : Toutes les autres équipes participantes, à l'exception des quatre participants à la Supercoupe d'Espagne. Format du tirage au sort : Les équipes de la LaLiga (première et deuxième division) affrontent des équipes de Tercera División et de Division régionale. Les quatre autres équipes affrontent des équipes de Segunda División B. Une équipe est exemptée. Équipes locales : Match joué à domicile par l'équipe de division inférieure, ou selon le tirage au sort si elles sont de la même division. Type d'éliminatoires : Match simple. |
| 2e tour             | 18 décembre 2020 | 5-7 janvier 2021              | 28      | 56 → 28 (+4)   | Format du tirage au sort : Les équipes des divisions inférieures affrontent les équipes de LaLiga (première et deuxième division). Équipes locales : Match joué à domicile par l'équipe de division inférieure, ou selon le tirage au sort si elles sont de la même division. Type d'éliminatoires : Match simple |
| Seizièmes de finale | 8 janvier 2021   | 16-17, 20 et 21 janvier 2021  | 16      | 32 → 16        | Nouvelles entrées : Les quatre équipes participant à la Supercoupe d'Espagne. Format du tirage au sort : Les équipes des divisions inférieures affrontent les équipes de LaLiga (première et deuxième division). Équipes locales : Match joué à domicile par l'équipe de division inférieure, ou selon le tirage au sort si elles sont de la même division. Type d'éliminatoires : Match simple |
| Huitièmes de finale | 22 janvier 2021  | 26-28 janvier 2021            | 8       | 16 → 8         | Format du tirage au sort : Les équipes des divisions inférieures affrontent les équipes de LaLiga (première et deuxième division). Équipes locales : Match joué à domicile par l'équipe de division inférieure, ou selon le tirage au sort si elles sont de la même division. Type d'éliminatoires : Match simple |
| Quarts de finale    | 29 janvier 2021  | 3 février 2021                | 4       | 8 → 4          | Format du tirage au sort : Chance du tirage au sort. Équipes locales : Match joué à domicile par l'équipe de division inférieure, ou selon le tirage au sort si elles sont de la même division. Type d'éliminatoires : Match simple |
| Demi-finales        | 5 février 2021   | 10 février 2021               | 2       | 4 → 2          | Format du tirage au sort : Chance du tirage au sort. Équipes locales : Chance du tirage au sort. Type d'éliminatoires : Match aller-retour. |
| Demi-finales        | 5 février 2021   | 3 mars 2021                   | 2       | 4 → 2          | Format du tirage au sort : Chance du tirage au sort. Équipes locales : Chance du tirage au sort. Type d'éliminatoires : Match aller-retour. |
| Finale              | 5 février 2021   | 17 avril 2021                 | 1       | 2 → 1          | Match unique au Stade La Cartuja, à Séville. Les deux équipes se qualifient pour la Supercoupe d'Espagne 2021-2022. Qualification pour la Ligue Europa : le vainqueur sera qualifié pour la phase de groupes de la Ligue Europa 2021-2022. |

Notes
- Les tours à match aller-retour appliquent la règle des buts à l'extérieur, les tours à match unique ne l'appliquent pas.
- Les matchs se terminant par un match nul seront départagés par une prolongation ; et s'il persiste, par une séance de tirs au but.

## Équipes qualifiées
Sont qualifiées pour la Coupe du Roi 2020-2021 :
- les vingt équipes de LaLiga Santander ;
- les vingt-deux équipes de LaLiga SmartBank ;
- vingt-huit équipes de Segunda División B. Ce sont les sept premiers de chacun des quatre groupes (excepté les équipes filiales) qui composent la Segunda División B qui participent à la Coupe du Roi ;
- trente-deux équipes de Tercera División. Ce sont les champions 2019 de chacun des 18 groupes (excepté les équipes filiales) qui composent la Tercera División et les quatorze meilleurs deuxièmes qui participent à la Coupe du Roi ;
- les quatre demi-finalistes de la Copa Federación ;
- les dix vainqueurs d'une éliminatoire entre les vingt meilleures équipes des catégories régionales.

| LaLiga Santander Les 20 équipes de la saison 2019-2020 | LaLiga SmartBank Les 22 équipes de la saison 2019-2020 | Segunda División B Les sept premiers de chacun des 4 groupes de la saison 2019-2020, à l'exclusion des équipes filiales | Tercera División La meilleure équipe de chacun des 18 groupes de la saison 2019-2020 plus les 14 meilleurs deuxièmes, à l'exclusion des équipes filiales | Copa Federación Les quatre demi-finalistes de la Copa Federación 2020 | Ligues régionales Les vainqueurs des 20 groupes du cinquième échelon de la saison 2019-2020 |
| - Deportivo Alavés - Athletic Bilbao - Atlético de Madrid - FC Barcelone - Celta de Vigo - SD Eibar - Espanyol de Barcelone - Getafe CF - Grenade CF - CD Leganés - Levante UD - RCD Majorque - CA Osasuna - Real Bétis - Real Madrid - Real Sociedad - Séville FC - Valence CF - Real Valladolid - Villarreal CF | - Albacete Balompié - AD Alcorcón - UD Almería - Cadix CF - Deportivo La Corogne - Elche CF - Extremadura UD - CF Fuenlabrada - Girona FC - SD Huesca - UD Las Palmas - CD Lugo - Málaga CF - CD Mirandés - CD Numancia - SD Ponferradina - Rayo Vallecano - Real Oviedo - Racing de Santander - Sporting de Gijón - CD Tenerife - Real Saragosse | - SD Amorebieta - FC Andorra - Atlético Baleares - CD Badajoz - Burgos CF - CD Calahorra - FC Cartagena - CD Castellón - Córdoba CF - UE Cornellà - Cultural Leonesa - Coruxo FC - CD Guijuelo - Haro Deportivo - Internacional de Madrid - CF La Nucía - RB Linense - Lleida Esportiu - Marbella FC - UE Olot - SCR Peña Deportiva - Pontevedra CF - CF Rayo Majadahonda - CE Sabadell - San Fernando CD - UD Ibiza - UD Logroñés - Yeclano Deportivo | - CD Alcoyano - Atlético Pulpileño - CD Ciudad de Lucena - SD Compostelle - CD Coria - CD El Ejido - Gimnástica Segoviana - Gimnástica de Torrelavega - CD Ibiza Islas Pitiusas - CE L'Hospitalet - CD Laredo - CD Lealtad - Linares Deportivo - UD Llanera - CF Lorca Deportiva - CD Marino - UD Mutilvera - CDA Navalcarnero - Ourense CF - UD Poblense - Club Portugalete - CD Quintanar del Rey - AD San Juan - SD Logroñes - Sestao River - UD Socuéllamos - SD Tarazona - Terrassa FC - CD Teruel - CD Varea - CF Villanovense - Zamora CF | - Las Rozas CF - SD Leioa - UE Llagostera - UCAM Murcie               | - CD Anaitasuna - AUGC Deportiva Ceuta - CD Buñol - CD Cantolagua - CE Cardassar - CP Chinato - CD Colegios Diocesanos - ADCF Épila - UD Guía - CD Marchamalo - Miengo FC - CF Montañesa - Móstoles CF - Racing Murcia FC - Racing Rioga CF - CD Ribadumia - CD Rincón - CF Rusadir - Real Titánico - UD Tomares |

1. 1 2 3 4  Ces quatre équipes rejoignent la compétition en 32e de finale, en tant que participants à la Supercoupe d'Espagne.

## Résultats

### Tours préliminaires

#### Préliminaires territoriaux
| Équipe 1          | Résultat               | Équipe 2                        | Aller | Retour | Notes      |
| ----------------- | ---------------------- | ------------------------------- | ----- | ------ | ---------- |
| Viveiro CF (4)    | 1 – 1 (3 – 4 t. a. b.) | CD Ribadumia (4)                | —     | —      | [ note 1 ] |
| CD Anaitasuna (4) | Triangulaire           | Aurrera KE (4) / Urgatzi KK (4) | —     | —      | [ note 2 ] |
| CD Buñol (5)      | 1 – 0                  | CD Benicarló (4)                | —     | —      | [ note 3 ] |
| Móstoles CF (4)   | 0 – 0 (6 – 5 t. a. b.) | AD Complutense Alcalá (4)       | —     | —      | [ note 4 ] |
| Manzanares CF (4) | 0 – 1                  | CD Marchamalo (4)               | 0 – 1 | 0 – 0  | [ note 5 ] |
| CE Cardassar (4)  | 1 – 1 (5 – 4 t. a. b.) | PE Sant Jordi (4)               | —     | —      | [ note 6 ] |

1. ↑  Les matches se sont déroulées le 11 octobre 2020. En outre, le champion est proclamé vainqueur de la Coupe des Champions de Preferente.
2. ↑  Le CD Anaitasuna a remporté le tour triangulaire contre le Aurrera KE, deuxième, et le Urgatzi KK, troisième.
3. ↑  En demi-finale, le CD Benicarló a battu le Villajoyosa CF sur le score cumulé de 3 – 1 (1 – 0, 0 – 3) et le CD Buñol a battu l'UD Castellonense sur le score cumulé de 3 – 2 (2 – 2, 0 – 1). Les demi-finales ont été disputées les 7 et 8 octobre (aller) et les 10 et 11 octobre (retour). La finale a été jouée le 14 octobre 2020. En outre, le champion est proclamé vainqueur de la Coupe des Champions de Preferente.
4. ↑  Dans la Fédération de Madrid, la Coupe des champions de Preferente se joue entre les champions des deux groupes dans lesquels cette catégorie est divisée, le champion jouera la Coupe du Roi 2020-2021. Les matches se sont déroulées le 11 octobre 2020.
5. ↑  Les matches se sont déroulées le 04 octobre 2020 et le 11 octobre 2020.
6. ↑  La demi-finale entre Mercadal et Sant Jordi a eu lieu le 29 juillet 2020. Sant Jordi s'est imposé aux tirs au but 7 – 6 après un match nul 1 – 1. Le dernier tour a été joué le 01 août 2020. En outre, le champion est proclamé vainqueur de la Coupe des Champions de Preferente.

#### Préliminaires inter-territoriaux
| Équipe 1                 | Résultat               | Équipe 2                   |
| ------------------------ | ---------------------- | -------------------------- |
| Real Titánico (4)        | 0 – 2                  | CD Anaitasuna (4)          |
| Racing Rioga CF (4)      | 3 – 0                  | CD Colegios Diocesanos (4) |
| Miengo FC (5)            | 0 – 1                  | CD Ribadumia (4)           |
| CF Montañesa (4)         | 0 – 1                  | CD Cantolagua (4)          |
| CE Cardassar (4)         | 0 – 0 (4 – 3 t. a. b.) | ADCF Épila (4)             |
| UD Tomares (5)           | 3 – 0                  | CP Chinato (4)             |
| AUGC Deportiva Ceuta (5) | 0 – 3                  | Racing Murcia FC (4)       |
| CF Rusadir (5)           | 1 – 2                  | CD Rincón (5)              |
| UD Guía (4)              | 0 – 1                  | CD Buñol (5)               |
| Móstoles CF (4)          | 0 – 0 (4 – 5 t. a. b.) | CD Marchamalo (4)          |

### Premier tour
| 15 décembre 2020 | Atlético Pulpileño (4) | 1 – 2   | CD Lugo (2)   |                                                                              |                                                                              |
| 18h00            | Montero 67e            | (0 – 0) | 57e 88e Hacen | Estadio San Miguel, Pulpí Spectateurs : 375 Arbitrage : Rafael Sánchez López | Estadio San Miguel, Pulpí Spectateurs : 375 Arbitrage : Rafael Sánchez López |
| 18h00            | Rapport                |         |               | Estadio San Miguel, Pulpí Spectateurs : 375 Arbitrage : Rafael Sánchez López | Estadio San Miguel, Pulpí Spectateurs : 375 Arbitrage : Rafael Sánchez López |

|       | CD Marchamalo (4)          | 2 – 3 a. p.           | SD Huesca (1)   |                                                                               |                                                                               |
| 19h00 | Fernández 63e · Cerro 118e | (0 – 1, 1 – 1, 1 – 2) | 8e 93e 111e Mir | La Solana, Marchamalo Spectateurs : 500 Arbitrage : José Luis Munuera Montero | La Solana, Marchamalo Spectateurs : 500 Arbitrage : José Luis Munuera Montero |
| 19h00 | Rapport                    |                       |                 | La Solana, Marchamalo Spectateurs : 500 Arbitrage : José Luis Munuera Montero | La Solana, Marchamalo Spectateurs : 500 Arbitrage : José Luis Munuera Montero |

|       | UD Tomares (5) | 0 – 6   | CA Osasuna (1)                                                                 |                                                                                   |                                                                                   |
| 19h00 |                | (0 – 2) | 23e 83e Barja · 30e Roncaglia · 49e (pen.) Gallejo · 68e Saverio · 89e Calleri | Stade de la Cartuja, Séville Spectateurs : 400 Arbitrage : Valentín Pizarro Gómez | Stade de la Cartuja, Séville Spectateurs : 400 Arbitrage : Valentín Pizarro Gómez |
| 19h00 | Rapport        |         |                                                                                | Stade de la Cartuja, Séville Spectateurs : 400 Arbitrage : Valentín Pizarro Gómez | Stade de la Cartuja, Séville Spectateurs : 400 Arbitrage : Valentín Pizarro Gómez |

|       | CD Cantolagua (4) | 0 – 5   | Real Valladolid (1)                               |                                                                               |                                                                               |
| 19h00 |                   | (0 – 3) | 30e 65e Villa · 36e Jota · 55e Kuki · 88e Alcaraz | Merkatondoa, Estella Spectateurs : 0 Arbitrage : Ricardo de Burgos Bengoetxea | Merkatondoa, Estella Spectateurs : 0 Arbitrage : Ricardo de Burgos Bengoetxea |
| 19h00 | Rapport           |         |                                                   | Merkatondoa, Estella Spectateurs : 0 Arbitrage : Ricardo de Burgos Bengoetxea | Merkatondoa, Estella Spectateurs : 0 Arbitrage : Ricardo de Burgos Bengoetxea |

|       | Sestao River (4) | 0 – 2 a. p.           | CD Tenerife (2)          |                                                                   |                                                                   |
| 19h00 |                  | (0 – 0, 0 – 0, 0 – 2) | 99e Shashoua · 104e Apeh | Las Llanas, Sestao Spectateurs : 0 Arbitrage : Daniel Ocón Arráiz | Las Llanas, Sestao Spectateurs : 0 Arbitrage : Daniel Ocón Arráiz |
| 19h00 | Rapport          |                       |                          | Las Llanas, Sestao Spectateurs : 0 Arbitrage : Daniel Ocón Arráiz | Las Llanas, Sestao Spectateurs : 0 Arbitrage : Daniel Ocón Arráiz |

|       | Club Portugalete (3) | 1 – 0   | SD Ponderradina (2) |                                                                            |                                                                            |
| 19h00 | Valero 72e           | (0 – 0) |                     | La Florida, Portugalete Spectateurs : 0 Arbitrage : Iosu Galech Apezteguía | La Florida, Portugalete Spectateurs : 0 Arbitrage : Iosu Galech Apezteguía |
| 19h00 | Rapport              |         |                     | La Florida, Portugalete Spectateurs : 0 Arbitrage : Iosu Galech Apezteguía | La Florida, Portugalete Spectateurs : 0 Arbitrage : Iosu Galech Apezteguía |

|       | CD Ciudad de Lucena (4) | 0 – 3   | Séville FC (1)                                 |                                                                              |                                                                              |
| 20h00 |                         | (0 – 3) | 2e Rodríguez · 14e de Jong · 45e (pen.) Jordán | Ciudad de Lucena, Lucena Spectateurs : 400 Arbitrage : Javier Alberola Rojas | Ciudad de Lucena, Lucena Spectateurs : 400 Arbitrage : Javier Alberola Rojas |
| 20h00 | Rapport                 |         |                                                | Ciudad de Lucena, Lucena Spectateurs : 400 Arbitrage : Javier Alberola Rojas | Ciudad de Lucena, Lucena Spectateurs : 400 Arbitrage : Javier Alberola Rojas |

|       | Ourense CF (4) | 0 – 1 a. p.           | CD Leganés (2) |                                                                     |                                                                     |
| 20h00 |                | (0 – 0, 0 – 0, 0 – 1) | 102e González  | O Couto, Orense Spectateurs : 800 Arbitrage : Iñaki Vicandi Garrido | O Couto, Orense Spectateurs : 800 Arbitrage : Iñaki Vicandi Garrido |
| 20h00 | Rapport        |                       |                | O Couto, Orense Spectateurs : 800 Arbitrage : Iñaki Vicandi Garrido | O Couto, Orense Spectateurs : 800 Arbitrage : Iñaki Vicandi Garrido |

|       | CD Coria (4)                | 2 – 3   | Real Oviedo (2)           |                                                                          |                                                                          |
| 20h30 | Fernández 17e · Mahíllo 55e | (1 – 2) | 40e Viti · 41e 76e Mújica | La Isla, Coria Spectateurs : 1 100 Arbitrage : Luis Mario Milla Alvendiz | La Isla, Coria Spectateurs : 1 100 Arbitrage : Luis Mario Milla Alvendiz |
| 20h30 | Rapport                     |         |                           | La Isla, Coria Spectateurs : 1 100 Arbitrage : Luis Mario Milla Alvendiz | La Isla, Coria Spectateurs : 1 100 Arbitrage : Luis Mario Milla Alvendiz |

| 16 décembre 2020 | Coruxo FC (3) | 0 – 4   | Málaga CF (2)                                         |                                                                             |                                                                             |
| 15h15            |               | (0 – 1) | 18e Sá · 65e Juan Cruz · 75e Rahmani · 90+2e Quintara | Campo do Vao, Vigo Spectateurs : 350 Arbitrage : Jon Ander González Esteban | Campo do Vao, Vigo Spectateurs : 350 Arbitrage : Jon Ander González Esteban |
| 15h15            | Rapport       |         |                                                       | Campo do Vao, Vigo Spectateurs : 350 Arbitrage : Jon Ander González Esteban | Campo do Vao, Vigo Spectateurs : 350 Arbitrage : Jon Ander González Esteban |

|       | CD Lealtad (3)  | 1 – 2   | AD Alcorcón (2)    |                                                                            |                                                                            |
| 15h30 | Álex Blanco 89e | (0 – 1) | 3e Reko · 60e Sosa | Les Caleyes, Villaviciosa Spectateurs : 0 Arbitrage : Alejandro Muñiz Ruiz | Les Caleyes, Villaviciosa Spectateurs : 0 Arbitrage : Alejandro Muñiz Ruiz |
| 15h30 | Rapport         |         |                    | Les Caleyes, Villaviciosa Spectateurs : 0 Arbitrage : Alejandro Muñiz Ruiz | Les Caleyes, Villaviciosa Spectateurs : 0 Arbitrage : Alejandro Muñiz Ruiz |

|       | Burgos CF (3)            | 2 – 0   | FC Andorra (3) |                                                                           |                                                                           |
| 16h00 | Gómez 57e · Berjón 90+1e | (0 – 0) |                | El Plantío, Burgos Spectateurs : 900 Arbitrage : David Iglesias Gutiérrez | El Plantío, Burgos Spectateurs : 900 Arbitrage : David Iglesias Gutiérrez |
| 16h00 | Rapport                  |         |                | El Plantío, Burgos Spectateurs : 900 Arbitrage : David Iglesias Gutiérrez | El Plantío, Burgos Spectateurs : 900 Arbitrage : David Iglesias Gutiérrez |

|       | CD Quintanar del Rey (4) | 1 – 2   | Sporting de Gijón (2) |                                                                                                  |                                                                                                  |
| 18h00 | Ricar 47e                | (0 – 0) | 63e Čumić · 90e López | Ciudad Deportiva Andrés Iniesta, Albacete Spectateurs : 400 Arbitrage : Miguel Ángel Ortiz Arias | Ciudad Deportiva Andrés Iniesta, Albacete Spectateurs : 400 Arbitrage : Miguel Ángel Ortiz Arias |
| 18h00 | Rapport                  |         |                       | Ciudad Deportiva Andrés Iniesta, Albacete Spectateurs : 400 Arbitrage : Miguel Ángel Ortiz Arias | Ciudad Deportiva Andrés Iniesta, Albacete Spectateurs : 400 Arbitrage : Miguel Ángel Ortiz Arias |

|       | CE L'Hospitalet (3) | 1 – 4   | UD Almería (2)                                             |                                                                                                  |                                                                                                  |
| 18h00 | Carmona 46e         | (0 – 2) | 26e Appiah · 39e (csc) Diego · 89e Ramazani · 90+2e Aketxe | Estadio Municipal, L'Hospitalet de Llobregat Spectateurs : 0 Arbitrage : José Antonio López Toca | Estadio Municipal, L'Hospitalet de Llobregat Spectateurs : 0 Arbitrage : José Antonio López Toca |
| 18h00 | Rapport             |         |                                                            | Estadio Municipal, L'Hospitalet de Llobregat Spectateurs : 0 Arbitrage : José Antonio López Toca | Estadio Municipal, L'Hospitalet de Llobregat Spectateurs : 0 Arbitrage : José Antonio López Toca |

### Huitièmes de finale
| Club             | Score           | Club            |
| ---------------- | --------------- | --------------- |
| Real Valladolid  | 2 - 4           | Levante UD      |
| Girona FC        | 0 - 1           | Villarreal CF   |
| Real Betis       | 3 - 1 a. p.     | Real Sociedad   |
| Séville FC       | 3 - 0           | Valence CF      |
| UD Almería       | 0 - 0 5 - 4 tab | CA Osasuna      |
| Rayo Vallecano   | 1 - 2           | FC Barcelone    |
| CDA Navalcarnero | 0 - 6           | Grenade CF      |
| CD Alcoyano      | 1 - 2           | Athletic Bilbao |

### Quarts de finale
| Club       | Score           | Club            |
| ---------- | --------------- | --------------- |
| UD Almería | 0 - 1           | Séville FC      |
| Levante UD | 1 - 0 a. p.     | Villarreal CF   |
| Grenade CF | 3 - 5 a. p.     | FC Barcelone    |
| Real Betis | 1 - 1 1 - 4 tab | Athletic Bilbao |

### Demi-finales
| Club            | Aller | Score | Retour      | Club         |
| --------------- | ----- | ----- | ----------- | ------------ |
| Séville FC      | 2 - 0 | 2 - 3 | 0 - 3 a. p. | FC Barcelone |
| Athletic Bilbao | 1 - 1 | 3 - 2 | 2 - 1 a. p. | Levante UD   |

### Finale
La finale a lieu le 17 avril 2021, au stade de La Cartuja à Séville.
| Athletic Bilbao · |    |                    |     |
| Titulaires :      |    |                    |     |
|                   |    |                    |     |
| G                 | 01 | 0 Unai Simón       |     |
| DD                | 18 | 0 Óscar de Marcos  |     |
| DC                | 05 | 0 Yeray            | 67e |
| DC                | 04 | 0 Íñigo Martínez   |     |
| DG                | 24 | 0 Mikel Balenziaga |     |
| MD                | 12 | 0 Álex Berenguer   | 54e |
| MC                | 14 | 0 Dani García      |     |
| MC                | 08 | 0 Unai López       | 67e |
| MG                | 10 | 0 Iker Muniain     | 45e |
| AC                | 09 | 0 Iñaki Williams   | 67e |
| AC                | 22 | 0 Raúl García      |     |
|                   |    |                    |     |
| Remplaçants :     |    |                    |     |
| G                 | 13 | 0 Jokin Ezkieta    |     |
| D                 | 03 | 0 Unai Núñez       | 45e |
| D                 | 15 | 0 Iñigo Lekue      | 45e |
| D                 | 17 | 0 Yuri Berchiche   | 67e |
| D                 | 21 | 0 Ander Capa       |     |
| M                 | 06 | 0 Mikel Vesga      | 67e |
| M                 | 27 | 0 Unai Vencedor    |     |
| A                 | 02 | 0 Jon Morcillo     |     |
| A                 | 20 | 0 Asier Villalibre | 67e |
|                   |    |                    |     |
| Entraîneur :      |    |                    |     |
| Marcelino         |    |                    |     |

| FC Barcelone · |    |                         |     |
| Titulaires :   |    |                         |     |
|                |    |                         |     |
| G              | 01 | 0 Marc-André ter Stegen |     |
| DC             | 28 | 0 Óscar Mingueza        | 87e |
| DC             | 03 | 0 Gerard Piqué          | 82e |
| DC             | 15 | 0 Clément Lenglet       |     |
| MdC            | 05 | 0 Sergio Busquets       |     |
| MD             | 02 | 0 Sergiño Dest          | 74e |
| MC             | 21 | 0 Frenkie de Jong       |     |
| MC             | 16 | 0 Pedri                 | 81e |
| MG             | 18 | 0 Jordi Alba            |     |
| AC             | 10 | 0 Lionel Messi          |     |
| AC             | 07 | 0 Antoine Griezmann     | 88e |
|                |    |                         |     |
| Remplaçants :  |    |                         |     |
| G              | 26 | 0 Iñaki Peña            |     |
| G              | 36 | 0 Arnau Tenas           |     |
| D              | 04 | 0 Ronald Araújo         | 82e |
| D              | 23 | 0 Samuel Umtiti         |     |
| M              | 20 | 0 Sergi Roberto         | 74e |
| M              | 27 | 0 Ilaix Moriba          | 81e |
| A              | 09 | 0 Martin Braithwaite    | 87e |
| A              | 11 | 0 Ousmane Dembélé       | 88e |
| A              | 17 | 0 Francisco Trincão     |     |
|                |    |                         |     |
| Entraîneur :   |    |                         |     |
| Ronald Koeman  |    |                         |     |

| Athletic Bilbao · |    |                    |     |
| Titulaires :      |    |                    |     |
|                   |    |                    |     |
| G                 | 01 | 0 Unai Simón       |     |
| DD                | 18 | 0 Óscar de Marcos  |     |
| DC                | 05 | 0 Yeray            | 67e |
| DC                | 04 | 0 Íñigo Martínez   |     |
| DG                | 24 | 0 Mikel Balenziaga |     |
| MD                | 12 | 0 Álex Berenguer   | 54e |
| MC                | 14 | 0 Dani García      |     |
| MC                | 08 | 0 Unai López       | 67e |
| MG                | 10 | 0 Iker Muniain     | 45e |
| AC                | 09 | 0 Iñaki Williams   | 67e |
| AC                | 22 | 0 Raúl García      |     |
|                   |    |                    |     |
| Remplaçants :     |    |                    |     |
| G                 | 13 | 0 Jokin Ezkieta    |     |
| D                 | 03 | 0 Unai Núñez       | 45e |
| D                 | 15 | 0 Iñigo Lekue      | 45e |
| D                 | 17 | 0 Yuri Berchiche   | 67e |
| D                 | 21 | 0 Ander Capa       |     |
| M                 | 06 | 0 Mikel Vesga      | 67e |
| M                 | 27 | 0 Unai Vencedor    |     |
| A                 | 02 | 0 Jon Morcillo     |     |
| A                 | 20 | 0 Asier Villalibre | 67e |
|                   |    |                    |     |
| Entraîneur :      |    |                    |     |
| Marcelino         |    |                    |     |

| FC Barcelone · |    |                         |     |
| Titulaires :   |    |                         |     |
|                |    |                         |     |
| G              | 01 | 0 Marc-André ter Stegen |     |
| DC             | 28 | 0 Óscar Mingueza        | 87e |
| DC             | 03 | 0 Gerard Piqué          | 82e |
| DC             | 15 | 0 Clément Lenglet       |     |
| MdC            | 05 | 0 Sergio Busquets       |     |
| MD             | 02 | 0 Sergiño Dest          | 74e |
| MC             | 21 | 0 Frenkie de Jong       |     |
| MC             | 16 | 0 Pedri                 | 81e |
| MG             | 18 | 0 Jordi Alba            |     |
| AC             | 10 | 0 Lionel Messi          |     |
| AC             | 07 | 0 Antoine Griezmann     | 88e |
|                |    |                         |     |
| Remplaçants :  |    |                         |     |
| G              | 26 | 0 Iñaki Peña            |     |
| G              | 36 | 0 Arnau Tenas           |     |
| D              | 04 | 0 Ronald Araújo         | 82e |
| D              | 23 | 0 Samuel Umtiti         |     |
| M              | 20 | 0 Sergi Roberto         | 74e |
| M              | 27 | 0 Ilaix Moriba          | 81e |
| A              | 09 | 0 Martin Braithwaite    | 87e |
| A              | 11 | 0 Ousmane Dembélé       | 88e |
| A              | 17 | 0 Francisco Trincão     |     |
|                |    |                         |     |
| Entraîneur :   |    |                         |     |
| Ronald Koeman  |    |                         |     |